# Мизгайлов, Владимир Николаевич
Владимир Николаевич Мизгайлов (24 сентября 1936 Суземка, Суземский район, Брянская область, РСФСР, СССР — 6 мая 2019 Гомель, Республика Беларусь) — белорусский учёный в области радиофизики и радиотехники, доктор физико-математических наук (1990), профессор (1991).

## Биография
Родился 24 сентября 1937 года в Суземке, Суземский район, Брянской области. В 1959 году окончил физико-математический факультет Новозыбковского государственного педагогического института, в 1962 году радиотехнический факультет Казанского авиационного института (ныне Казанский национальный исследовательский технический университет), с 1962—1974 год работал там же преподавателем, с 1974 по 1990 год работал в Гомельском государственном университете имени Ф. Скорины (ныне Гомельский государственный университет) физическом факультете, с 1976—1979 годы, с 1991 по 2010 год профессор электротехники в Белорусском институте инженеров железнодорожного транспорта (ныне Белорусский государственный университет транспорта), 1976—1979 годах декан общетехнического факультета, с 2005 года в Гомельском государственном техническом университете имени П. О. Сухого (ныне Гомельский государственный технический университет) на факультете автоматизированных информационных систем, кафедра промышленной электроники. В 1971 году защитил кандидатскую диссертацию на тему; «Синтез дискретных антенных систем по заданной диаграмме направленности с использованием экспериментальных данных». Умер Владимир Николаевич Мизгайлов 6 мая 2019 года после продолжительной болезни.

## Научная деятельность
Автор научных работ по дискретным слабонаправленным антеннам летательных аппаратов. Разработаны автоматизированные средства и методы построения обычных и голографических излучений устройств. Предложен способ изменения эффективности поверхности рассеяния предметов.
Соавтор ряда патентов, в том числе «Способ построения радиоголографической антенны и плоской радиоголографической антенны, полученной этим методом», «Способ получения покрытия, уменьшающего обратное отражение радара, и используемой в нём гибкой ленты», «Плоская радиоголографическая антенна (её варианты).».
Опубликованные работы:
- Синтез слабонаправленных антенных систем. / В. Н. Мизгайлов. — Гомель, 2006.